# Stützerbach
Stützerbach è una frazione della città tedesca di Ilmenau.

## Storia
Il 1º gennaio 2019 il comune di Stützerbach venne soppresso e aggregato alla città di Ilmenau.